# Коммунистическая партия Тринидада и Тобаго
Коммунистическая партия Тринидада и Тобаго (англ. Communist Party of Trinidad and Tobago) — марксистско-ленинская политическая партия в Тринидаде и Тобаго. Придерживалась проалбанской политической линии.
Основана в августе 1979 на базе Национально-освободительного движения Тринидада и Тобаго. Поддержку при создании партии оказывали канадские ходжаисты — Коммунистическая партия Канады (марксистско-ленинская). Печатный орган — газета «Классовая борьба» (Class Struggle).
Распалась в 1980-е годы. Ряд бывших членов партии, такие как Майкл Алс и Уэйд Марк, являлись активными деятелями левоцентристского Объединённого национального конгресса.